# Історія кохання (фільм, 1970)
«Історія кохання» (англ. Love Story) — американська мелодрама 1970 року, екранізація однойменного роману Еріка Сігала. Лауреат премії «Оскар». Входить до числа 100 найпристрасніших американських фільмів за 100 років за версією AFI.

## Сюжет
Студент Кембриджа Олівер, нащадок багатої сім'ї, закохується в студентку з бідної сім'ї. Спочатку Дженніфер ставиться до їх роману, як до легкого флірту, але потім любов повністю захоплює обох. Батьки Олівера всіляко намагаються перешкодити їм, але Олівер рве з ними й одружується з Дженніфер. Молоді щасливі, хоча і дуже обмежені в коштах, вона працює, він — продовжує навчання. Несподівано з'ясовується, що Дженніфер хвора на лейкемію і жити їй залишилося кілька місяців…

## Нагороди
- 1971 : Премія «Оскар» Академії кінематографічних мистецтв і наук (США):
  - за найкращу музику до фільму — Франсіс Ле
- 1971 : Премія Давида ді Донателло[1]:
  - найкращій іноземній акторці — Елі Макгроу
  - найкращому іноземному акторові — Раян О'Ніл
- 1971 : Премія «Золотий глобус» Голлівудської асоціації іноземної преси:
  - за найкращий фільм — драма
  - Премія «Золотий глобус» за найкращу режисерську роботу — Артур Гіллер
  - Премія «Золотий глобус» за найкращу жіночу роль — драма — Елі Макгроу
  - Премія «Золотий глобус» за найкращий сценарій — Ерік Сігал
  - Премія «Золотий глобус» за найкращу музику до фільму — Франсіс Ле